# Lainzer Friedhof

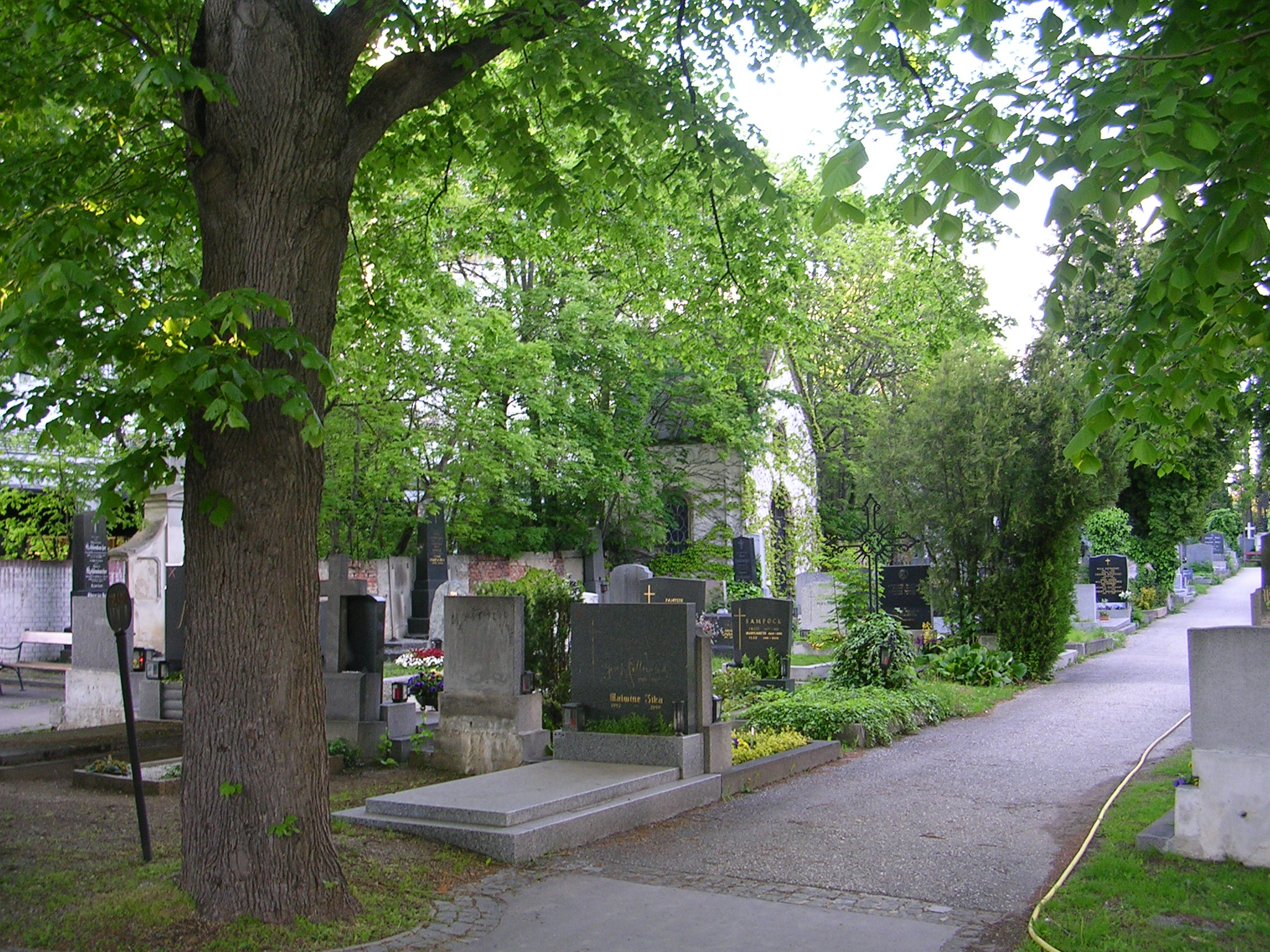
Der Lainzer Friedhof

Der Friedhof Lainz ist ein kleiner kommunaler Friedhof im 13. Wiener Gemeindebezirk, Hietzing.

## Lage
Der Lainzer Friedhof liegt südwestlich des Bezirkszentrums im Bezirksteil Lainz. Das schmale, fast versteckte Friedhofsgelände auf dem Küniglberg wird im Westen vom hoch gebauten ORF-Zentrum, der Zentrale der staatlichen Radio- und Fernsehanstalt, und im Osten von einer Wohnhausanlage flankiert. Der Eingang befindet sich an der Schmalseite im Süden, in der Würzburggasse 28, unmittelbar neben der Einfahrt zum ORF-Gelände. Die nördliche Schmalseite wird von der Elisabethallee begrenzt.
Der Friedhof umfasst eine Fläche von 7.248 Quadratmeter und weist 993 Grabstellen auf. Er ist damit einer der kleinsten städtischen Friedhöfe Wiens.

## Geschichte

### Der alte Lainzer Friedhof
Eine Kapelle wurde in Lainz bereits zwischen 1421 und 1428 errichtet, 1736 wurde im Ort eine neue Kirche errichtet, die 1746 geweiht wurde. Der neben der Kirche errichtete Friedhof wurde 1736 anlässlich des Neubaus mit einer Mauer umgeben. 1758 erfolgte der Bau einer Totenkammer aus Holz, 1771 sowie 1794 / 1795 wurde der Friedhof erweitert. Im Zuge der Neuorganisation der Pfarrstruktur durch Joseph II. wurde Lainz 1783 zu einer Lokalkaplanei von Speising erhoben und aus Penzing ausgepfarrt. 1876 wurde der Friedhof von der Bezirkshauptmannschaft Sechshaus geschlossen und 1892 die Auflassung und Abräumung des Areals bestimmt. 1897 wurde das Areal in eine Gartenanlage mit Kinderspielplatz umgewandelt.

### Der neue Lainzer Friedhof

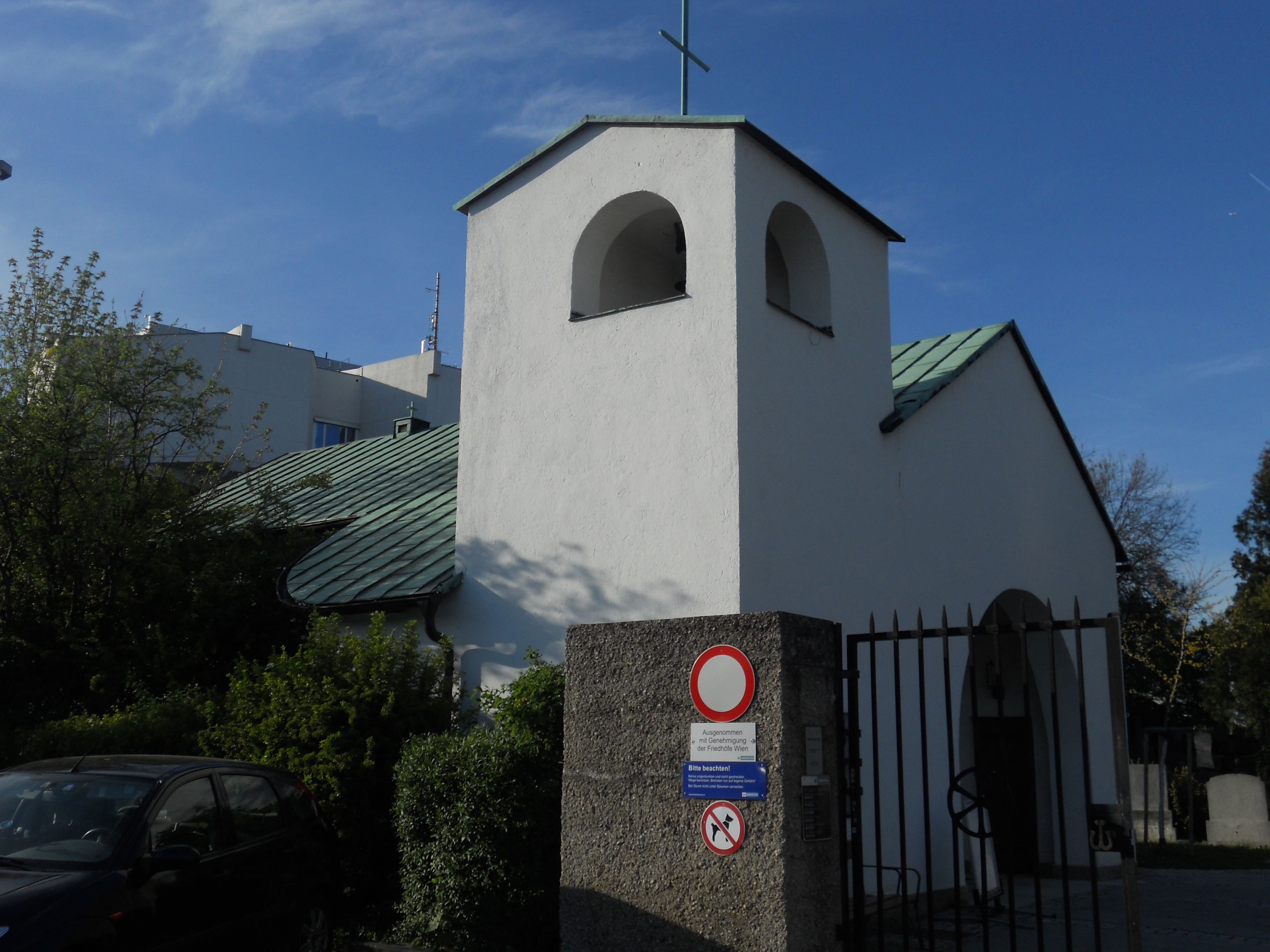
Die Lainzer Friedhofskapelle, die auch als Aufbahrungshalle genutzt wird

Auf dem Küniglberg, auf dem Rücken des Stranzenberges, wurde 1876 der neue, gemeinsame Ortsfriedhof für Lainz und Speising errichtet. Im Juni 1876 erfolgte die erste Beerdigung. 1905 umfasste der Friedhof eine Fläche von 4.568 Quadratmeter, die Einfriedungsmauer wurde 1912 rekonstruiert. Der Wiener Gemeinderat beschloss am 6. April 1923, dass ab dem 1. Mai keine neuen Grabstellen mehr vergeben werden dürfen. Die Sperre des Friedhofs wurde jedoch 1934 aufgehoben, neue Beerdigungen durften bis zum 31. Dezember 1960 vorgenommen werden.
Die alte Leichenkammer wurde daraufhin 1936 abgetragen und durch eine gemauerte Aufbahrungshalle mit Glockenturm nach den Plänen des Architekten Karl Ehn ersetzt. Die Aufbahrungshalle verfügte über einen Aufbahrungsraum, einen Dienstraum, eine Beisetzkammer und zwei Aborte und wurde am 18. Jänner 1937 geweiht. Im September 1938 wurde erneut verfügt, dass keine neuen Grabstellen mehr vergeben und nur noch bereits vergebene Grabstellen für Beerdigungen genutzt werden dürfen. Das Harmonium der Aufbahrungshalle wurde auf Grund der geringen Nutzung des Friedhofes 1940 auf den Wiener Zentralfriedhof verlegt. 1940–1945 befand sich auf dem heutigen ORF-Areal die Flak-Kaserne Küniglberg unmittelbar neben dem Friedhof.
Nach dem Zweiten Weltkrieg wurden Aufbahrungshalle und Holzeinfriedung erneuert. Nach einem Gemeinderatsbeschluss wurde der Lainzer Friedhof 1965 neben anderen Friedhöfen zur Schließung bestimmt. Die Friedhöfe sollten nur noch bis Ende 1975 belegt werden dürfen. Die Aufbahrungshalle wurde dennoch 1970 renoviert und mit einem Stirnwandaltar versehen. Die Sperre wurde 1975 um zehn Jahre hinausgeschoben.
1980 stimmte die Wiener Bevölkerung bei einer Volksbefragung gegen die Schließung der Friedhöfe; der Sperrbeschluss wurde daher vom Gemeinderat noch im selben Jahr aufgehoben. Die Einziehung heimgefallener Gräber schuf 1982 / 1983 Platz für neue Grabstellen.  Die 1936 entworfene Friedhofskapelle wurde 1998 renoviert und nach Plänen des Architekten Christof Riccabona umgestaltet.

## Bekannte bestattete Persönlichkeiten

### Ehrenhalber gewidmete Gräber
Der Lainzer Friedhof weist drei ehrenhalber gewidmete Gräber, meist als Ehrengräber bezeichnet, auf.

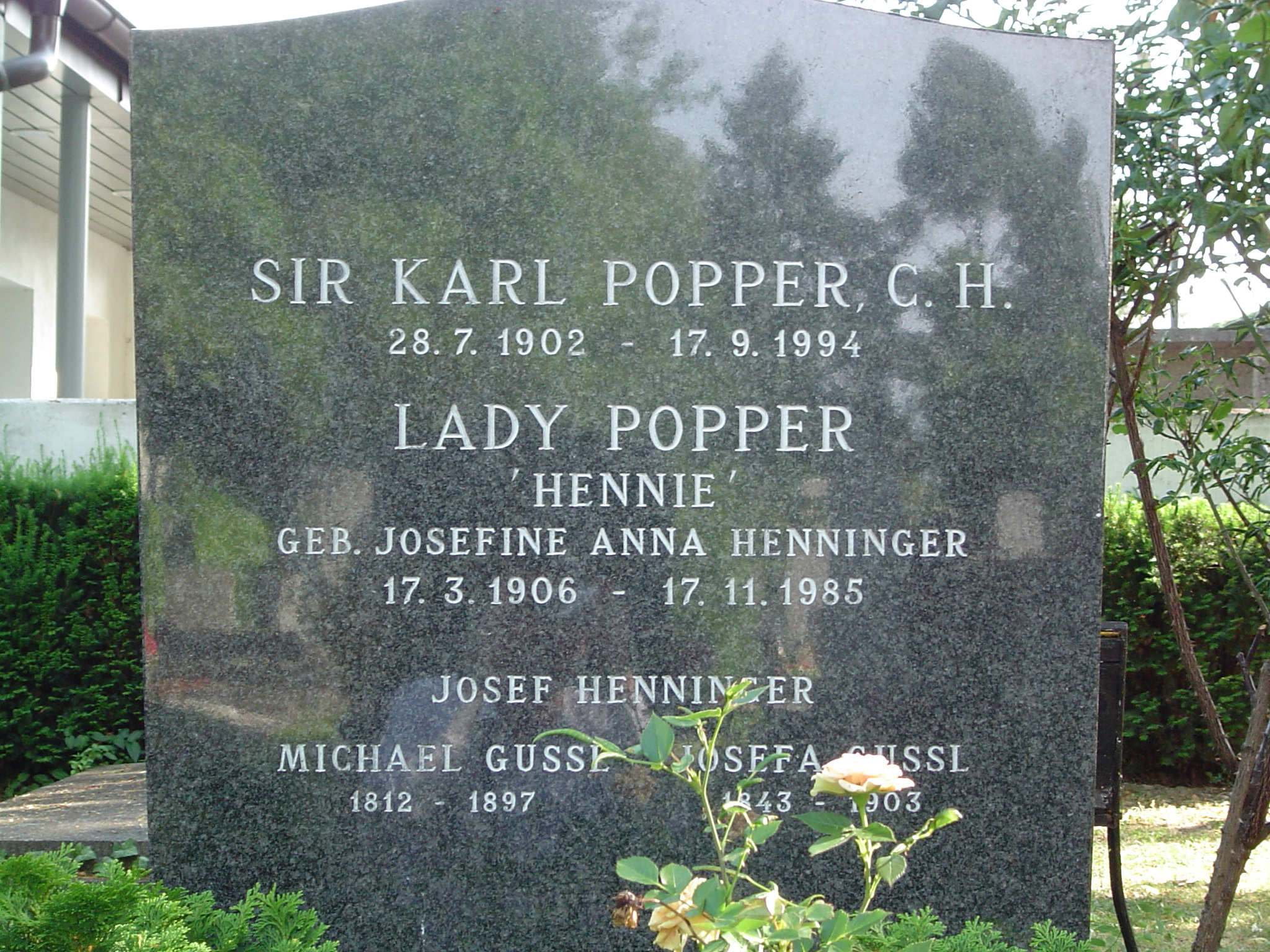
Grabmal von Karl Popper

| Name            | Lebensdaten | Tätigkeit                                          |
| --------------- | ----------- | -------------------------------------------------- |
| Karl Ehn        | 1884–1959   | Architekt des Karl-Marx-Hofes (Gruppe 3, Nr. 162)  |
| Oskar Laske     | 1874–1951   | Architekt, Maler und Graphiker (Gruppe 3, Nr. 170) |
| Sir Karl Popper | 1902–1994   | In England geadelter Philosoph (Gruppe 2, Nr. 7)   |

### Gräber weiterer Persönlichkeiten
Weitere bedeutende Persönlichkeiten, die hier begraben sind:
| Name        | Lebensdaten | Tätigkeit                                                                      |
| ----------- | ----------- | ------------------------------------------------------------------------------ |
| Walter Davy | 1924–2003   | Schauspieler und Regisseur, u. a. für den ORF (Gruppe 4, Nr. 200)              |
| Oskar Laske | 1842–1911   | Baumeister, Vater des gleichnamigen Architekten und Malers (Gruppe 6, Nr. 113) |
| Kurt Eckel  | 1921–2020   | Architekt (Gruppe 4, Nr. 149)                                                  |